# Marc Torrejón
Marc Torrejón Moya (Barcelona, 18 februari 1986) is een Spaans voetballer die bij voorkeur als centrale verdediger speelt. Hij verruilde in 2017 SC Freiburg voor Union Berlin.

## Clubcarrière
Torrejón komt uit de jeugd van Espanyol. Tijdens het seizoen 2005/06 speelde hij op uitleenbasis voor Málaga B. In 2007 speelde hij met  RCD Espanyol de finale van de UEFA Cup tegen Sevilla. Espanyol verloor na penalty's, nadat Torrejón de beslissende penalty miste. Op 20 januari 2008 scoorde hij zijn eerste profdoelpunt tegen Real Valladolid. In juli 2009 tekende hij een vierjarig contract bij Racing Santander. Na drie seizoenen bij de Cantrabische club verhuisde hij in 2012 naar het Duitse Kaiserslautern. In 2014 tekende hij een driejarig contract bij SC Freiburg. In 2017 tekende hij tweejarig contract bij Union Berlin.

## Interlandcarrière
Torrejón speelde drie interlands voor Spanje –19 en elf interlands voor Spanje –21.

## Erelijst
SC Freiburg
- 2. Bundesliga

2016